# Ithycyphus goudoti
Ithycyphus goudoti är en ormart som beskrevs av Schlegel 1837. Ithycyphus goudoti ingår i släktet Ithycyphus och familjen snokar. IUCN kategoriserar arten globalt som livskraftig.
Artens utbredningsområde är Madagaskar. Ormen lever vid öns östra kustlinje. Habitatet utgörs av skogar och buskskogar i låglandet. Individerna klättrar i växtligheten och de har simförmåga.
Inga underarter finns listade i Catalogue of Life.